# Илирска култура
Култура античке Илирије или илирска култура почиње да се издваја по све јаснијим цртама током средњег бронзаног доба, а посебно на крају касног бронзаног доба. Керамику као типичан елемент карактерише широка употреба облика са две дршке које вире са ивице као и декорација геометријским мотивима. У то време настала су прва утврђена насеља. Домаћа металургија је производила разне врсте оружја на основу егејских прототипова са разрадом уметничких форми. Главно оруђе биле су секире овдашњих типова „Далмато-албанска” и „Шкодранска”, као и јужни тип двоструке секире. Духовна култура је изражена и погребним обредом са хумкама (тумулусима) у којима је пронађен богат материјал археолошких артефаката.

## Преглед

### Илирски језик
Илирски језик је био индоевропски језик или група језика којима су говорили Илири у југоисточној Европи током антике. Језик је непосведочен са изузетком личних имена и имена места. Из њих се може извући довољно информација да се закључи да је припадао индоевропској језичкој породици. У античким изворима, термин „Илири“ се примењује на широк спектар племена која су се населила на великом подручју југоисточне Европе, укључујући Ардијеје, Аутаријате, Далмате, Дасарете, Енхелеје, Лабеате, Паноније, Партине, Таулантије и друга (види списак старих племена у Илирији). Није познато у којој мери су сва ова племена чинила хомогену лингвистичку групу, али проучавање осведочених епонима довело је до идентификације једног језичког језгра на југу ове зоне, отприлике око данашње Албаније и Црне Горе, где се верује да се говорило илирским језиком.
Мало се зна о односима између илирског и његових суседних језика. У недостатку више информација, илирски се обично описује као засебан огранак у индоевропском породичном стаблу. Предложена је блиска веза са Месапиком, о којој се некада говорило у јужној Италији, али је и даље недоказано. О односу са венетским и либурнским такође се расправљало, али га већина научника сада одбацује.
У раној модерној ери и све до XIX века, термин „илирски“ се примењивао и на савремени јужнословенски језик Далмације, данас идентификован као српско-хрватски. Овај језик је само тангенцијално повезан са древним илирским језиком јер деле заједничког претка, праиндоевропског ; два језика никада нису била у контакту јер је илирски изумро пре словенских миграција у југоисточну Европу са могућим изузетком од претка албанског.

### Илирска религија
Илири, као већина древних цивилизација, били су политеисти и обожавали су многе богове и божанства развијена од моћи природе. Најбројнији трагови – још увек недовољно проучени – религиозних пракси предримског доба су они који се односе на верску симболику. Симболи су приказани у свакој разноликости орнамента и откривају да је главни предмет праисторијског култа Илира било Сунце, обожавано у широко распрострањеном и сложеном религијском систему. Соларно божанство је било приказано као геометријска фигура као што су спирала, концентрични круг и свастика, или као животињска фигура попут птица, змија и коња. Симболи водене птице и коња били су чешћи на северу, док је змија била чешћа на југу. Илирска божанства се помињу у натписима на статуама, споменицима и новчићима из римског периода, а нека су их тумачили антички писци кроз упоредну религију. Чини се да не постоји један најистакнутији бог за сва илирска племена, а одређени број божанстава се очигледно појављује само у одређеним регионима.
У Илирису, Деи-Патроус је био бог обожаван као Отац неба, Пренде је била богиња љубави и супруга бога грома Перендија, Ен или Ењи је био бог ватре, Јупитер Партхинус је био главно божанство Партинија, Редон је био чуварско божанство које се појављује у многим светским божанствима. Љеш, Даорсон, Скадра и Драча, док је Медаур био божанство заштитник Рисинијума, са монументалном коњичком статуом која доминира градом са акропоља. У Далмацији и Панонији једна од најпопуларнијих обредних традиција у римско доба био је култ римског божанства чувара дивљине, шума и поља Силвана, приказаног иконографијом Пана. Римско божанство вина, плодности и слободе Либер је обожавано са атрибутима Силвана и Терминуса, бога заштитника граница. Таден је био далматинско божанство које је на натписима пронађеним у близини извора ријеке Босне носило идентитет или епитет Аполона. Делмати су такође имали Армата као бога рата у Делминијуму. Силване, множина женског рода од Силвана, биле су заступљене на многим посветама широм Паноније. У топлим изворима Топуског (Горња Панонија), жртвеници су били посвећени Видазу и Тани (поистовећени са Силваном и Дијаном ), чија имена увек стоје једно поред другог као пратиоци. Аекорна или Аркуорниа је била језерска или речна богиња чуварица коју су обожавали искључиво у градовима Наупорт и Емона, где је била најважније божанство поред Јупитера. Лабур је такође био локално божанство обожавано у Емони, можда божанство које штити лађаре који плове.
Чини се да Илири нису развили јединствену космологију на којој би усредсредили своје верске праксе. Један број илирских топонима и антропонима настао је од имена животиња и одражавао је веровање у животиње као митолошке претке и заштитнике. Змија је била један од најважнијих животињских тотема. Илири су веровали у снагу урока и урокљивих очију, у магијску моћ заштитних и благотворних амајлија које су могле да одврате урокљив поглед или зле намере непријатеља. Људске жртве су такође имале улогу у животу Илира. Аријан бележи поглавицу Клита Илира како је жртвовао три дечака, три девојчице и три овна непосредно пре своје битке са Александром Великим. Најчешћи тип сахрањивања код Илира из гвозденог доба било је сахрањивање у тумулусима или хумкама. Око тога је сахрањен сродник првих тумула, а што је већи статус оних у овим сахранама, то је хумка виша. Археологија је пронашла многе артефакте смештене унутар ових тумула, као што су оружје, украси, одећа и глинене посуде. Богат спектар верских веровања и погребних ритуала који су се појавили у Илирији, посебно током римског периода, може одражавати варијације у културним идентитетима у овом региону.

#### Никита из Ремезијане
Никита (око 335–414) је био епископ Ремезијане, (данашња Бела Паланка), која се тада налазила у римској провинцији Дакија Медитеранеа. Према поузданим изворима архео-музикологије, укључујући оне британске, француске и италијанске, Никета је написао: „Ја сам Дарданац“ (“Dardanus sum”).
Никита је промовисао латинску сакралну музику за употребу током евхаристијског богослужења и наводно је компоновао бројне литургијске химне, међу којима неки научници двадесетог века наводе главну латинску хришћанску химну хвале, Те Деум, која се традиционално приписује Амврозију и Августину. Претпоставља се да је мисионар варварског трачког племена Беси.
Сачувани су дугачки одломци његовог главног доктринарног дела, Упутства за кандидате за крштење, у шест књига. Они показују да је он наглашавао православну позицију у тринитарној доктрини. Они садрже израз „ заједништво светих “ о веровању у мистичну везу која спаја и живе и мртве у извесној нади и љубави. Нема доказа о претходној употреби овог израза, који је од тада играо централну улогу у формулацијама хришћанске вере. Његов празник као светитеља је 22. јуна.

#### Јероним
Јероним ( Eusebius Sophronius Hieronymus ;  Ευσεβιος Σωφρονιος  ; око 342 — око 347 – 30. септембар 420), познат и као Јероним Стридонски, био је хришћански свештеник, исповедник, теолог и историчар; он је опште познат као Свети Јероним.
Јероним је рођен у Стридону ( Илирик ), селу близу Емоне на граници Далмације и Паноније. Најпознатији је по преводу већине Библије на латински (превод који је постао познат као Вулгата) и својим коментарима целе Библије. Јероним је покушао да направи превод Старог завета заснован на хебрејској верзији, а не на Септуагинти, како су се преводи Библије на латинском језику изводили пре њега. Списак његових списа је обиман, а поред библијских дела, писао је полемичке и историјске есеје, увек из перспективе теолога.
Јероним је био познат по својим учењима о хришћанском моралном животу, посебно онима који су живели у космополитским центрима као што је Рим. У многим случајевима он је своју пажњу усмеравао на животе жена и идентификовао како жена одана Исусу треба да живи свој живот. Овај фокус је произашао из његових блиских покровитељских односа са неколико истакнутих женских аскета које су биле чланице богатих сенаторских породица.
Због Јеронимовог дела, Католичка црква га признаје као свеца и доктора Цркве, а у Источној православној цркви, Лутеранској цркви и англиканској заједници као светитеља. Његов празник је 30. септембар ( грегоријански календар ).
Свети Јероним, допринео је и на пољу просвете, педагогије и културе. Као хришћански научник, он је током свог живота у бројним писмима детаљно описао своју педагогију девојака. Он није веровао да тело треба да се обучава, и зато се залагао за пост и умртвљивање како би се тело покорило. Он само препоручује Библију као материјал за читање, са ограниченим излагањем, и упозорава против музичких инструмената. Он се залаже да се девојке не допуштају да комуницирају са друштвом и да имају „наклоности према једном од својих пратилаца него према другима“. Он заиста препоручује подучавање абецеде блоковима од слоноваче уместо памћења, тако да ће „Она тако учити играјући се“. Он је заговорник позитивног поткрепљења, изјављујући „Немојте је корити због потешкоћа које може имати у учењу. Напротив, охрабрите је похвалом...“ 

### Дрилон-Мати-Гласиначка култура
Дрилон-Мати-Гласинчка култура је археолошка култура, која се први пут развила током касног бронзаног и старијег гвозденог доба на западном Балканском полуострву на подручју које је обухватало већи део модерне Албаније на југу, Косова на истоку, Црне Горе, југоисточну Босну и Херцеговину и делове северозападне Србије. Име је добио по локалитетима типа Гласинац и Маћа, који се налазе у Босни и Херцеговини, односно Албанији.
Ова култура представља како континуитет праксе средњег бронзаног доба на западном Балкану, тако и иновације специфично везане за рано гвоздено доба. Његов изглед се поклапа са порастом становништва у региону, што је потврђено у бројним новим локалитетима који су се развили у то доба. Један од дефинитивних елемената Гласинац-Мати је коришћење тумулуса као методе инхумације. Гвоздене секире и друго оружје типични су предмети пронађени у тумулима свих субрегионалних варијација Гласинац-Мати. Како се ширио и стапао са другим сличним материјалним културама, обухватио је подручје које је у класичној антици било познато као Илирија.

### Комани-Круја култура
Култура Комани-Круја је археолошка култура посведочена од касне антике до средњег века у централној и северној Албанији, јужној Црној Гори и сличним локалитетима у западним деловима Северне Македоније. Састоји се од насеља обично изграђених испод градина дуж путне мреже Љеш ( Превалис ) -Дарданија и Виа Егнатиа која је повезивала јадранску обалу са централним балканским римским провинцијама. Његов типски локалитет је Комани и његово утврђење на оближњем брду Далмаце у долини реке Дрин. Кроја и Лежа представљају значајна места културе. Становништво Комани-Круја представља локални, западнобалкански народ који је био везан за римски Јустинијанов војни систем утврда. Развој Комани-Круја значајан је за проучавање прелаза између класичног античког становништва Албаније до средњовековних Албанаца који су посведочени историјским записима у XI веку.

### Илирска уметност
Током бронзаног доба, на територији Албаније почело је да се јавља низ илирских и старогрчких племена који су истовремено основали неколико уметничких центара. Обе културе су нашироко користиле теракоту, посебно за рељефе и друге архитектонске сврхе. Приличан број фигура од теракоте, између осталих из Илира, пронађен је у близини Белша, али поред тога и широм Албаније.
Уметност грнчарије је такође цветала током тог периода и сматра се једном од најизразитијих уметности произведених од антике. У грнчарској уметности били су оличени различити симболи, ритуали, језик и фолклор. Деволску керамику, названу по долини Девол, правили су Илири. Грнчарија Илира се у почетку састојала од геометријских шара попут кругова, квадрата, дијаманата и других сличних мотива, а касније је ипак била под утицајем старогрчке керамике.
Од најранијих времена мозаици су коришћени за покривање подова у главним просторијама зграда, палата и гробница, као и у формалним просторијама приватних кућа. Употреба мозаика постала је распрострањена у Илирији и старогрчким колонијама унутар илирске обале на Јадрану и Јонском мору. Најранији примери подних облога од мозаика датирају из античког периода налазе се у Аполонији, Бутринту, Тирани, Лину и Драчу.
Лепота Драча, најранији мозаик откривен у Албанији, је полихроматски мозаик из IV века пре нове ере углавном направљен од разнобојних облутака. Има чудесну грациозност своје фигуре и велику изврсност уметничког стваралаштва. Површине 9 квадратних метара,   мозаик је елиптичног облика и приказује женску главу на црној позадини, окружену цвећем и другим цветним елементима. Откривен је 1918. године у Драчу, а од 1982. је изложен у Националном историјском музеју Албаније у Тирани.
Римски период је обележен израдом скулптура представљених као симболична уметност . На римску скулптуру су у великој мери утицале скулптуре Грчке и етрурске цивилизације, док се импресивни примери могу наћи углавном у градовима Аполонија и Бутринт, који су цветали у том периоду.

#### Даунска керамика
Даунска керамика се производила у Даунији, данашњим италијанским провинцијама Барлета и Фођа. Створили су га Дауни, племе јапигијске цивилизације које је дошло из Илирије. Даунска керамика се углавном производила у регионалним производним центрима Ордона и Каноза ди Пуља, почевши око 700. године пре нове ере. Ране слике на грнчарији приказују посуде са геометријским шарама. Керамика је била ручно обликована, а не бачена на грнчарски точак. Састојале су се од црвене, браон или црне земљане боје примењене уз декор. На њима су насликани дијаманти, троуглови, кругови, крстови, квадрати, лукови, свастика и други облици уметности. Развој даунских облика грнчарије је независан од прве грчке керамике. Типична даунска грнчарија укључује Аскос, посуде са левком и зделе са ручкама у облику петље. Упадљиви су често ручни или антропоморфни Протомени на бочним странама и ручкама керамике причвршћени или графички репродуковани.

#### Месапска керамика
Месапска керамика је врста месапске керамике, произведена између VII века пре нове ере до III века пре нове ере у италијанском региону јужне Апулије. Месапску керамику су направили Месапи, древни народ који је настањивао пету Италије од око 1000. године пре нове ере, а који је мигрирао са Крита и Илирије. Месапска керамика се првенствено састојала од геометријских шара попут кругова, квадрата, ромба, хоризонталних шара, свастике и других сличних мотива. Касно кроз грчки утицај додан је меандар.

#### Пеуцетска керамика
Пеукетска керамика је била врста грнчарије коју су Пеукети са почетка VII до VI века пре нове ере правили у апулијској области у јужној Италији. То је аутохтони тип. Њено производно подручје заузимало је простор између Барија и Гнатије. Керамика је сликана само у браон и црној боји и одликована је геометријским орнаментима, кукастим крстовима, ромбовима, хоризонталним и вертикалним линијама. Ови узорци су углавном били у касној геометријској фази керамике (пре 600. године пре нове ере) са блиским орнаменталним узорком. Друга фаза грнчарије од VI века пре нове ере је под јаким утицајем коринтског вазног сликарства. То се огледа како у орнаментима, украсима у виду зрачења, тако и у промени фигуративног представљања. Трећа и последња фаза доноси промену метода производње. Керамика је ручно формирана пре доласка Грка на најјужнији врх Италије, када је уведен грнчарски точак. Слика је постала чисто орнаментална. На њима су приказане украсне биљке попут бршљана и ловора и палмете. Ретке слике су укључивале фигуративне и митолошке фигуре.

#### Деволска керамика
Деволску керамику, названу по долини Девол, правили су Илири. Грнчарија Илира се у почетку састојала од геометријских шара попут кругова, квадрата, дијаманата и других сличних мотива, а касније је ипак била под утицајем старогрчке керамике.

### Илирска архитектура
Почеци архитектуре у старој Илирији датирају из средњег неолита откривањем праисторијских настамби у Дунавцу и Малићу. Изграђене су на дрвеној платформи која је ослоњена на кочеве забодене окомито у земљу. Праисторијска настамба Илира састоје се од три типа као што су куће затворене или потпуно у земљи или напола под земљом, које се налазе у Чакрану код Фјера и куће изграђене изнад земље.
Током бронзаног доба, Илири су почели да се организују на својој територији. Градови унутар Илирије углавном су изграђени на врховима високих планина окружених јако утврђеним зидовима. Још увек је сачувано неколико споменика из Илира као што су Амантија, Антигонија, Билис, Розафаа, Љеш и Селка е Поштме.
Током класичне антике, градови и варошице у Илирији еволуирали су унутар замка и укључивали станове, верске и комерцијалне објекте, уз константно редизајнирање градских тргова и еволуцију грађевинских техника. Иако постоје праисторијске и класичне грађевине, које заправо почињу конструкцијама из Илира као што су Билис, Амантиа, Феница, Аполонија, Бутринт и Скадар. Са проширењем Римског царства на Балкану, импресивна римска архитектура је изграђена широм земље, док је најбољи пример у Амфитеатар у Драчу, Тирани и Бутринту.
Након Илирских ратова, архитектура се значајно развила у II веку пре нове ере доласком Римљана. Освојена насеља и села као што су Аполонија, Бутринт, Билис, Драч и Хадријанополис су значајно модернизована по римским узорима, изградњом форума, путева, позоришта, шеталишта, храмова, аквадукта и других друштвених објеката. Период обележава и изградњу стадиона и терми које су биле од друштвеног значаја као места окупљања.
Драч је напредовао током римског периода и постао протекторат након Илирских ратова. Амфитеатар у Драчу, који су изградили Римљани, био је у то време највећи амфитеатар на Балканском полуострву. То је једини римски споменик који је опстао до данас.
Виа Егнатиа, коју је изградио римски сенатор Гнеус Егнатијус, функционисала је два миленијума као вишенаменски аутопут, који је некада повезивао градове Драч на Јадранском мору на западу са Цариградом на Мраморном мору на истоку. Даље, рута је римским колонијама на Балкану омогућила директну везу са Римом.

### Бродови
Илири су били озлоглашени поморци у античком свету. Били су велики бродоградитељи и поморци. Највештији илирски морепловци били су Либурни, Јаподи, Далмати и Ардијеји . Највећу морнарицу изградио је Агрон у III веку пре нове ере. Било је различитих типова илирских бродова, грађених за разне намене. Главни типови илирских бродова били су Лембус, Либурна, Серилија Либурника и Пристис.